# USS Johnston (DD-557)
Pour les autres navires du même nom, voir USS Johnston.
L'USS Johnston (DD-557) est un destroyer de la classe Fletcher en service dans la Marine des États-Unis (US Navy) pendant la Seconde Guerre mondiale. Il a été nommé en l'honneur du Lieutenant John V. Johnston, officier de la marine américaine pendant la guerre de Sécession.
Il est principalement connu pour sa participation héroïque à la défense des porte-avions d'escorte de la 7e Flotte américaine (7th Fleet), contre une force beaucoup plus puissante de cuirassés et de croiseurs lourds japonais, lors de la bataille au large de Samar, au cours de laquelle il est coulé.

## Construction
Sa quille est posée le 6 mai 1942 au chantier naval Seattle yard de Seattle-Tacoma Shipbuilding Corporation - Seattle, dans l'état de Washington. Il est lancé le 25 mars 1943; parrainé par Mme Marie S. Klinger, petite nièce du lieutenant Johnston, et mis en service le 27 octobre 1943, placé sous le commandement du Lieutenant commander Ernest E. Evans.

## Histoire

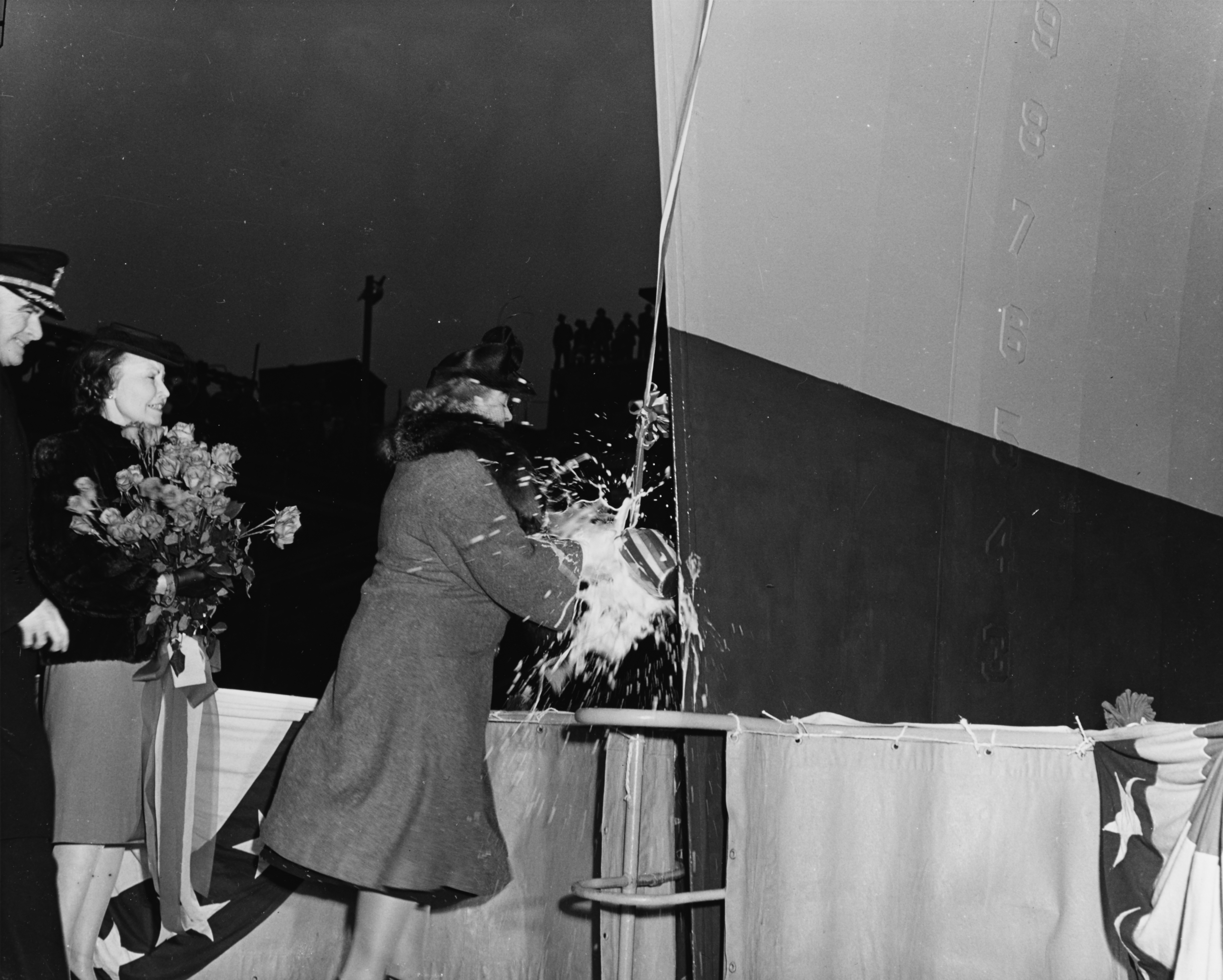
Photographie du baptême et du lancement du Johnston par Marie S. Klinger, petite nièce du lieutenant John V. Johnston, lors de la cérémonie de lancement de l'USS Johnston le 25 mars 1943.

Mis en service dans la marine américaine le 27 octobre 1943, il se rend ensuite au chantier naval de Puget Sound (Puget Sound Naval Shipyard) où il est équipé jusqu'au début du mois de novembre. Le 15 novembre, le Johnston appareille pour San Diego, en Californie. Du 19 novembre au 1er janvier 1944, le Johnston sort en mer pour sa croisière d'entraînement et son équipage s'entraîne avec des unités de la Flotte près de San Diego.

### Campagne des îles Gilbert et Marshall
Le 13 janvier 1944, le Johnston a mis le cap sur Hawaï avec une escadre de l'US Navy dirigée par le contre-amiral Jesse B. Oldendorf et est arrivé le 21 janvier. De là, le Johnston prend la mer pour rejoindre la campagne en cours contre l'Empire japonais dans les îles Gilbert et Marshall. Il arrive le 29 janvier et est affecté au Fire Support Group 53.5 sous les ordres d'Oldendorf. Le 30 janvier, il sert d'écran de protection aux croiseurs USS Santa Fe (CL-60), USS Biloxi (CL-80), USS Indianapolis (CA-35), ainsi qu'au cuirassé USS Maryland (BB-46), alors qu'ils fournissent un appui de tir naval aux forces américaines dans l'atoll de Wotje. Le Johnston appareille pour l'atoll de Kwajalein où, du 31 janvier au 3 février, il fournit un appui-feu aux forces américaines qui attaquent l'île de Roi-Namur.
Le Johnston fut réaffecté le 5 février 1944 pour escorter des navires de transport vers les îles Ellice avec les destroyers USS Haraden (DD-585) et USS Stansbury (DMS-8), et le destroyer démineur USS Long (DD-209). Le convoi prend la mer le 6 février, mais en cours de route, le Johnston reçoit l'ordre de retourner dans les Marshall pour se réapprovisionner. Il arriva le 8 février, se ravitailla, puis mit le cap sur Kwajalein le 10 février. Son arrivée est retardée jusqu'au lendemain après que des méduses ont obstrué et surchauffé ses condenseurs.
Dès son arrivée, le Johnston est chargé d'enquêter sur la présence d'un sous-marin japonais, qui n'est pas détecté. Aucun navire de ce type n'est détecté. Tôt le 12 février, des bombardiers japonais attaquent Roi-Namur, infligeant de lourdes pertes aux occupants américains. En réponse à leur détection sur le radar, le Johnston et les autres navires américains présents déposent des fumigènes pour masquer leurs positions. Ils ne sont pas attaqués. Au cours des trois jours suivants, le Johnston se réapprovisionne, prend du matériel en provenance du cuirassé USS New Mexico (BB-40), des obus du destroyer USS Ringgold (DD-500) et du mazout du pétrolier USS Suamico (AO-49). Le Johnston est ensuite rattaché à l'opération Catchpole, l'attaque américaine sur l'atoll d'Enewetak. Du 16 au 18 février, le Johnston protégea les cuirassés USS Pennsylvania (BB-38), USS Colorado (BB-45), USS Tennessee (BB-43), et les croiseurs Indianapolis, USS Portland (CA-33) et USS Louisville (CA-28) qui bombardaient l'île d'Engebi. Puis, du 19 au 25 février, le Johnston soutint les tirs des troupes américaines et patrouilla à la recherche de sous-marins.

### Campagne des Îles Salomon
Le 25 février 1944, le Johnston est relevé de ses fonctions de patrouilleur et est affecté au contrôle du porte-avions d'escorte USS Manila Bay (CVE-61) avec le destroyer USS Hoel (DD-533). Le trio reçoit l'ordre de retourner aux îles Marshall le 28 février et y arrive le 1er mars. Le Johnston se réapprovisionne au cours des cinq jours suivants. Le 7 mars, la flottille, rejointe par le porte-avion USS Natoma Bay (CVE–62), appareilla pour Espiritu Santo et arriva le 13 mars. Le Johnston s'amarre à la cale sèche flottante auxiliaire USS Waterford (ARD-5) pour des réparations mineures du 18 au 19 mars, puis repart pour les îles Salomon le 20 mars. Il arrive à Purvis Bay, près de Guadalcanal, le lendemain et est ensuite affecté à des tâches de patrouille autour de la Nouvelle-Irlande. Les 27 et 28 mars, le Johnston et ses navires-jumeaux USS Franks (DD-554), USS Haggard (DD-555), and USS Hailey (DD-556) sont envoyés pour bombarder l'atoll de Kapingamarangi, dans les îles Caroline. À leur retour dans les Salomon, le 29 mars, les destroyers se voient confier des tâches de patrouille supplémentaires. Pendant le reste du mois de mars et tout le mois d'avril, ils patrouillent dans le nord des îles Salomon, escortent les navires alliés à destination et en provenance de ces îles, et fournissent occasionnellement un appui-feu au XIVe corps de l'armée américaine (US Army) sur l'île de Bougainville.
Le Johnston commença le mois de mai 1944, amarré dans la baie de Purvis, où il subissait des réparations mineures. Le 6 mai, il se rendit en Nouvelle-Géorgie avec le Franks, le Haggard, le Hailey et le Hoel pour faire écran aux porte-avions USS Montpelier (CL-57) et USS Cleveland (CL-55), puis pour une opération de pose de mines entre Bougainville et l'île Buka le 10 mai. Deux jours plus tard, le Haggard, le Franks et le Johnston furent alertés par un avion éclaireur américain de la présence du sous-marin japonais I-176 au large de Buka. Les destroyers se mettent immédiatement à la recherche du navire et le découvrent le 16 mai en fin de journée. Le Haggard, puis le Johnston et le Franks attaquèrent le sous-marin avec des grenades sous-marines et le coulèrent après minuit le 17 mai. Les destroyers reprirent leurs patrouilles anti-sous-marines le 18 mai, puis ils servirent d'écran de protection pour les porte-avions Montpelier, Cleveland et USS Birmingham (CL-62) qui bombardèrent les canons côtiers japonais sur les îles Shortland deux jours plus tard. Le Johnston reprit ensuite ses patrouilles et ses escortes, puis s'amarra au navire ravitailleur USS Dixie (AD-14) pour des réparations mineures du 27 mai au 2 juin.

### Campagne des îles Mariannes et Palaos

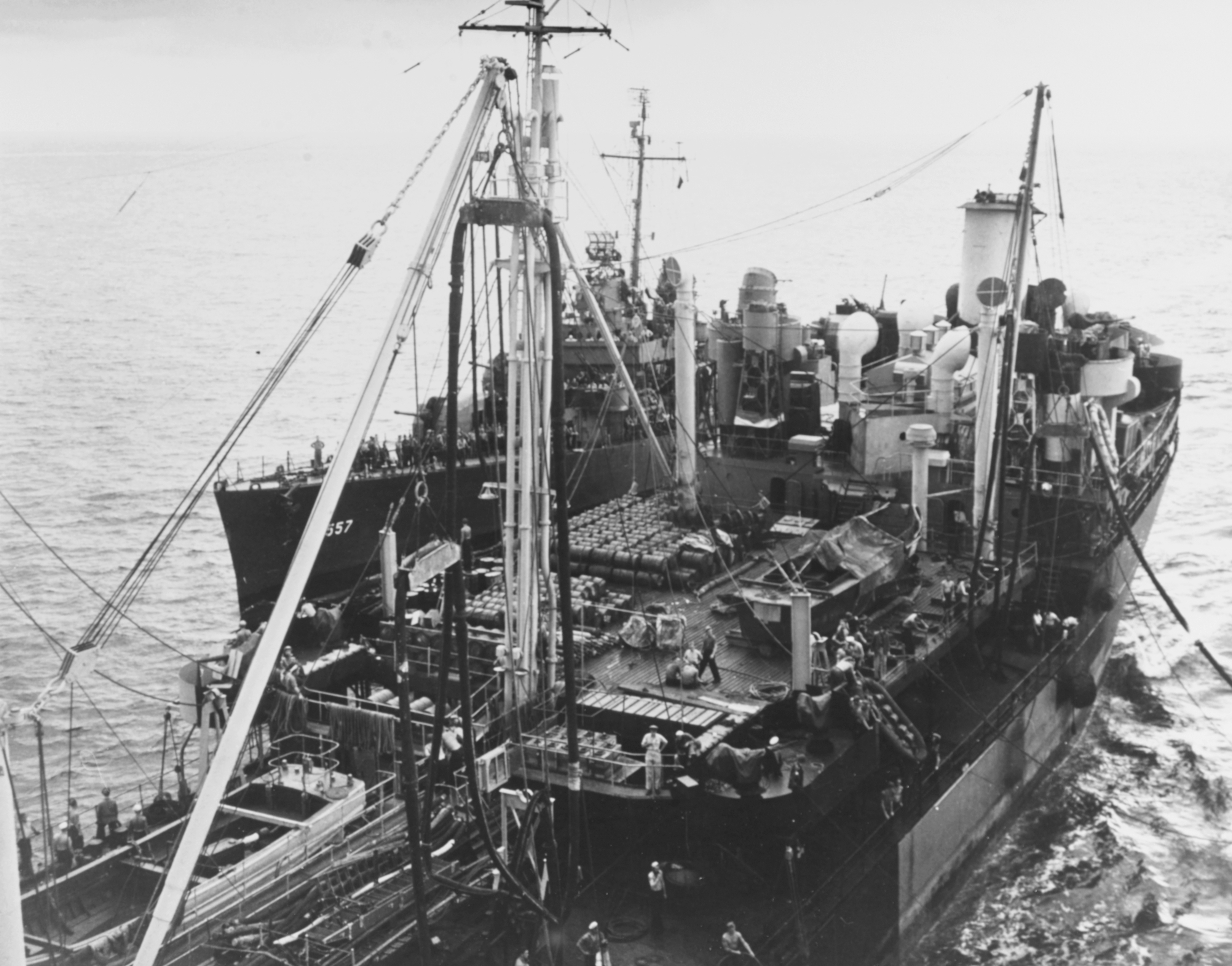
Le Johnston se ravitaillant auprès du pétrolier, 12 août 1944

Le 3 juin 1944, le Johnston se joint à un convoi de navires de guerre américains se dirigeant vers Kwajalein pour rejoindre une Flotte se rassemblant pour reprendre Guam. Le convoi est arrivé le 8 juin, puis a fait route vers Guam quatre jours plus tard avec la force d'invasion et est arrivé le 18 juin. La bataille de Saipan, en cours, a toutefois retardé l'invasion. Le 30 juin, la Flotte reçut l'ordre de retourner à Kwajalein; le Johnston arriva le 3 juillet et reprit son travail de patrouille. Lorsque la force d'invasion reçoit l'ordre de retourner à Guam le 14 juillet, le Johnston fait à nouveau partie de l'écran de protection. La flotte arriva quatre jours plus tard. Du 21 juillet au 1er août, le Johnston se joignit à plusieurs cuirassés, croiseurs et destroyers pour fournir un appui-feu à la 1re brigade de marines (1st Marine Brigade) et à la 77e division d'infanterie (77th Infantry Division),. Ensuite, du 2 au 9 août, il surveilla les navires américains. Le 9 août, le Johnston reçut l'ordre, avec les destroyers Franks, Haggard, Haily, USS Halford (DD-480), USS Guest (DD-472) et les croiseurs USS Minneapolis (CA-36), Cleveland, et USS Honolulu (CL-48), de retourner dans les Marshall.
La flottille arriva le 12 août, se réapprovisionna, puis fit route vers Espiritu Santo du 19 au 24 août. Trois jours plus tard, après avoir subi des réparations mineures, le Johnston mit le cap sur Purvis Bay avec les cuirassés Pennsylvania, USS Idaho (BB-42), Louisville, Minneapolis et sept autres destroyers. La flottille arrive le 29 août et rejoint les porte-avions d'escorte USS Marcus Island (CVE-77), USS Ommaney Bay (CVE-79), USS Petrof Bay (CVE-80), USS Kalinin Bay (CVE-68), avec lesquels le Johnston s'entraîne à l'escorte des porte-avions. Le 4 septembre, le Johnston, le Haggard, le Hailey et le USS Welles (DD-628), escortant les porte-avions Petrof Bay, Kalinan Bay et USS Saginaw Bay (CVE-82), mirent le cap sur les îles Palaos et les invasions de Peleliu et d'Angaur. Le Johnston escorte ces transporteurs jusqu'au 18 septembre, date à laquelle il est réaffecté à l'escorte des porte-avions USS Kitkun Bay (CVE-71), USS White Plains (CVE-66), et USS Gambier Bay (CVE-73) . Le 21 septembre, Johnston et ses escortes reçurent l'ordre de se rendre à Ulithi, un atoll des îles Caroline, où ils arrivèrent le 23 septembre.

### Bataille de Samar
La flottille quitta Ulithi le 25 septembre 1944 et arriva à Seeadler Harbor, dans les îles de l'Amirauté, le 1er octobre 1944. Là, le 12 octobre, le Johnston fut affecté à la 7e Flotte américaine (US 7th Fleet), qui se préparait à envahir les Philippines Johnston fut attaché, avec le Hoel, le USS Heermann (DD-532), et les destroyers d'escorte USS Dennis (DE-405), USS John C. Butler (DE-339), USS Samuel B. Roberts (DE-413), et USS Raymond (DE-341), aux porte-avions d'escorte USS Fanshaw Bay (CVE-70), USS St. Lo (CVE-63), White Plains, Gambier Bay, Kalinin Bay, et Kitkun Bay,. Ces navires forment la TU 77.4.3 (indicatif d'appel " Taffy 3 "), une sous-unité du groupe de porte-avions d'escorte de la 7e Flotte (TG 77.4) commandée par le contre-amiral Clifton Sprague, à bord du Fanshaw Bay, et naviguent dans le golfe de Leyte le 17 octobre. En réponse, le 18 octobre, la marine impériale japonaise envoie trois Flottes pour couper la route aux forces terrestres américaines et les détruire. La plus grande Flotte est placée sous le commandement du vice-amiral Takeo Kurita et suit une trajectoire qui, le 25 octobre, la conduit au TG 77.4.
Bien que la Flotte de Kurita - qui comptait le 25 octobre quatre cuirassés, huit croiseurs et 11 destroyers - ait été attaquée par des sous-marins et des avions américains au cours des deux jours précédents,, le TG 77. le Johnston, situé à 31 000 m au sud-est des Japonais, est informé de leur présence à 6h50; huit minutes plus tard, les Japonais ouvrent le feu, déclenchant ainsi la bataille au large de Samar.

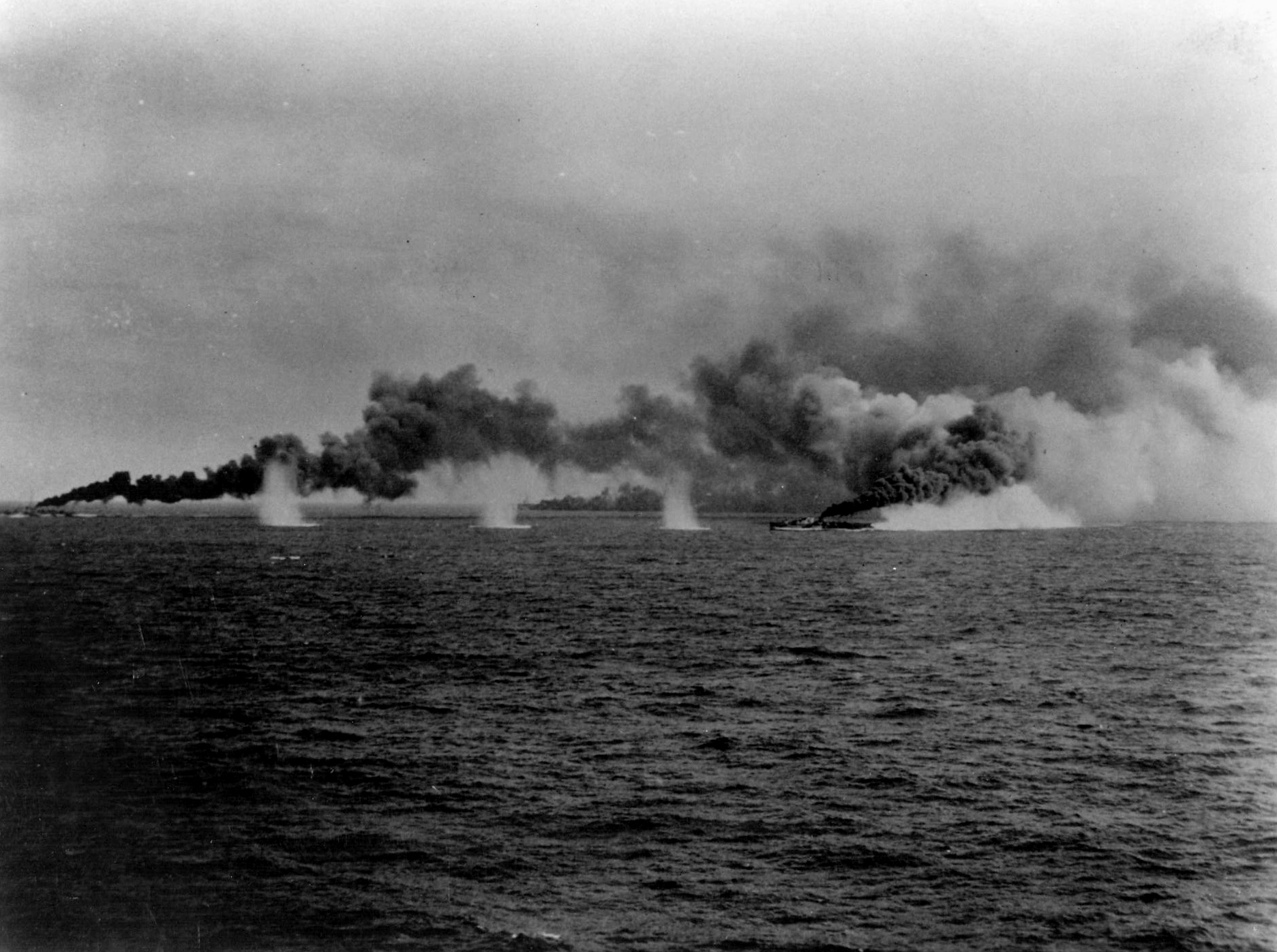
Navires d'escorte du Taffy 3 fumant sous le feu de l'ennemi, 25 octobre 1944

À 6h57, Sprague ordonna à Taffy 3 de se diriger vers l'est à pleine vitesse et de jeter des écrans de fumée. Trouvant le Johnston à l'arrière de la formation,, le commandant (Commander) Evans ordonna un virage vers le nord-est afin que le Johnston puisse charger les Japonais en vue d'une attaque à la torpille et jeter de la fumée pour couvrir la fuite de la flottille. À 7h10, le Johnston commence à tirer sur le croiseur lourd Kumano, à la tête d'une colonne de croiseurs, alors qu'il navigue dans le rayon d'action de 16 000 m de la batterie principale de 5 pouces du Johnston. Le Johnston tire plus de 200 obus de sa batterie principale sur le Kumano au cours des cinq minutes suivantes, touchant le croiseur au moins 40 fois et mettant le feu à sa superstructure. Puis, s'étant rapproché à 9 100 m, le Johnston lance ses 10 torpilles sur le Kumano, puis tourne pour se cacher dans sa propre fumée.
Au moins une des torpilles du Johnston frappa le Kumano, faisant exploser la proue de ce dernier. Ces dégâts obligèrent le Kumano et le croiseur Suzuya, qui s'était rangé à côté du Kumano, à se retirer de la bataille. Mais alors que le Johnston chargeait et engageait le Kumano, celui-ci fut à son tour engagé par les cuirassés Yamato, Nagato et Haruna, ainsi que par le croiseur Suzuya. À 7h30, le Johnston est touché par trois obus de 14 pouces et trois obus de 6 pouces,, ce qui entraîne de nombreuses pertes et d'immenses dommages à sa passerelle et à ses locaux techniques, la perte de son gyrocompas, de ses canons arrière de 5 pouces et de sa machine à gouverner, ce qui réduit sa vitesse à 17 nœuds (31 km/h). Caché dans sa fumée et dans un grain de pluie pendant les dix minutes suivantes, l'équipage du Johnston rétablit l'alimentation de deux des canons principaux arrière. Le troisième est définitivement déconnecté de la commande de tir et doit être actionné manuellement.
Après avoir viré au sud pour rejoindre Taffy 3, le Johnston rencontra le Hoel, le Heermann et le Samuel B. Roberts, en route pour effectuer leurs propres attaques de torpilles. Le Evans fit tourner le Johnston pour les suivre et les soutenir,, tout en échangeant des coups de feu avec le croiseur lourd Haguro. À 8h20, les escortes lancent leurs torpilles et virent au sud, en dégageant de la fumée et en continuant d'échanger des coups de feu avec les Japonais, pour rejoindre Taffy 3, ce qui est fait à 8h40, lorsque le Heermann et le Johnston, enveloppés de fumée, manquent d'entrer en collision,. À ce moment-là, le Johnston repère le cuirassé Kongō, à 6 400 m de distance, tire 30 obus sur lui, puis évite les tirs de riposte du Kongō,. Le Johnston aperçoit ensuite le Gambier Bay, immobile, gîtant sur bâbord, et sous le feu d'un croiseur lourd, et tire brièvement sur le croiseur. Le Johnston cessa le feu lorsque quatre destroyers japonais menés par le croiseur léger Yahagi s'approchèrent des autres porte-avions.
Le Johnston engagea l'ensemble de l'escadron et ouvrit le feu sur le Yahagi à 8h50 à 9 100 m et se rapprocha à 6 400 m. Il touche le croiseur 12 fois et est à son tour touché par plusieurs obus de 5 pouces. En réponse, le Yahagi, également mitraillé par des avions américains, vire à tribord et se désengage. Le Johnston tourne ses tirs vers les destroyers japonais, qui s'inclinent bientôt à leur tour sur tribord et, avec le Yahagi, déchargent leurs torpilles sur les porte-avions, sans effet. L'escadron, rejoint par deux autres croiseurs, se concentra alors sur le Johnston et, en peu de temps, le priva de son mât principal, de son dernier moteur et de ses canons, rendit le pont inhabitable et incendia une grande partie du navire . Le Evans déplaça son commandement vers l'arrière du navire où, à 9h45, il ordonna à l'équipage d'abandonner le navire,. À 10h10, le Johnston se retourna et coula. Sur un effectif de 327 hommes, 186 hommes et officiers, dont Evans, meurent. Les 141 hommes restants sont secourus par des navires américains après 50 heures de mer.
Le Johnston est rayé du registre de la marine (Naval Vessel Register) le 27 novembre 1944.

## Décorations
Le Johnston a reçu 6 battle stars (étoiles de combat) pour son service pendant la Seconde Guerre mondiale et, pour l'action à Samar, une Presidential Unit Citation. Pour la même action, le commandant Evans reçut la Medal of Honor à titre posthume.

## Découverte de l'épave
Le 30 octobre 2019, le navire de recherche RV Petrel, appartenant à Vulcan Inc. a découvert les restes de ce que l'on croyait être le Johnston au fond de la fosse des Philippines.
Les restes se composaient d'un canon de pont, d'un arbre d'hélice et de divers débris qui n'ont pas pu être utilisés pour identifier l'épave, mais d'autres débris ont été observés plus profondément que le RV ne pouvait aller.
Le 31 mars 2021, le navire de recherche DSV Limiting Factor de Caladan Oceanic, financé et piloté par Victor Vescovo, a examiné et photographié l'épave plus profonde et l'a définitivement identifiée comme étant le Johnston. Le navire est debout et bien préservé à une profondeur de 6 456 mètres,,,. Jusqu'à la découverte par Victor Vescovo du USS Samuel B. Roberts (DE-413) le 22 juin 2022 par plus de 6 895 mètres de fond, le Johnston était l'épave la plus profonde découverte au monde,,.

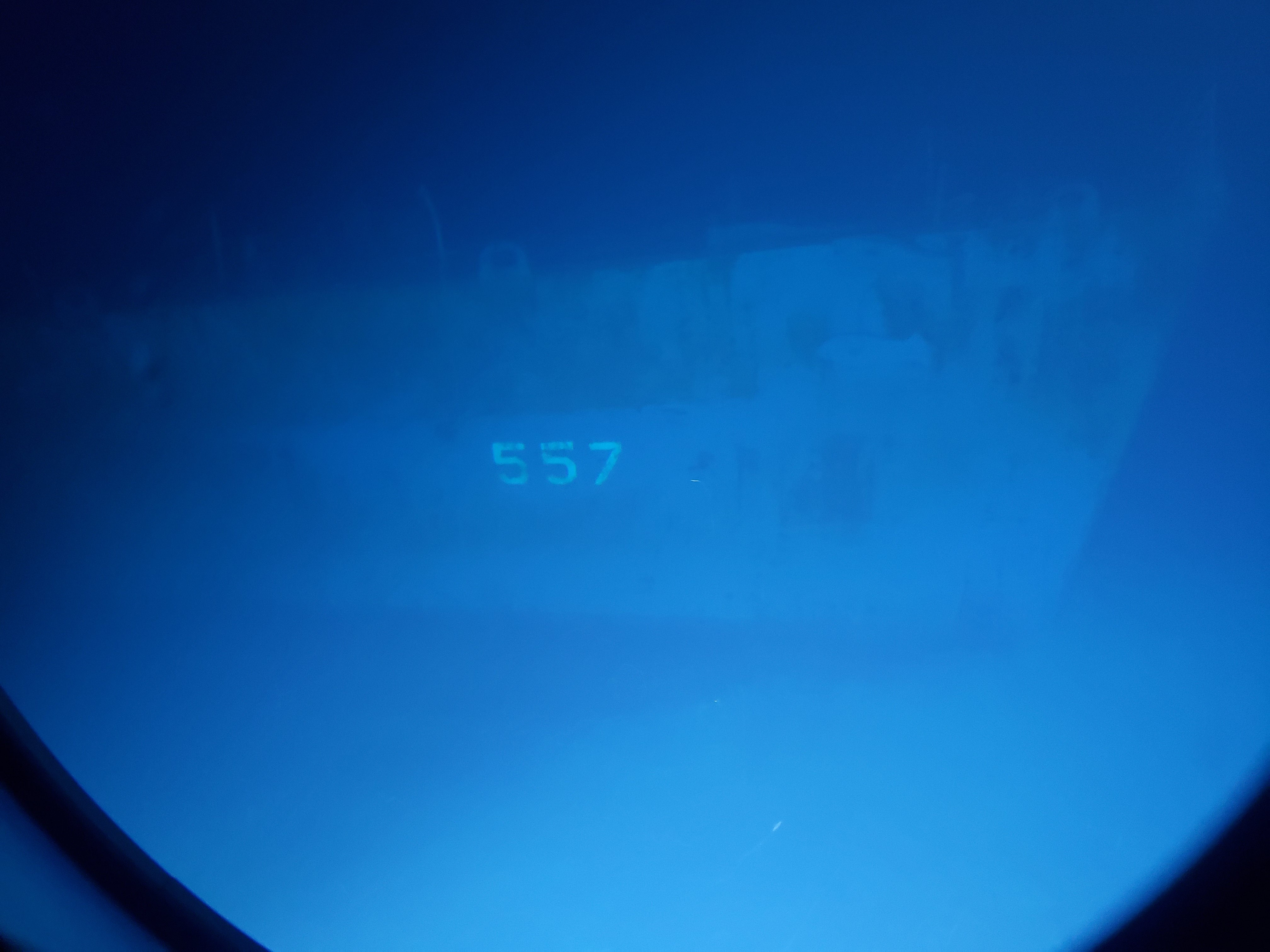
Avant tribord de l'épave de l'USS Johnston
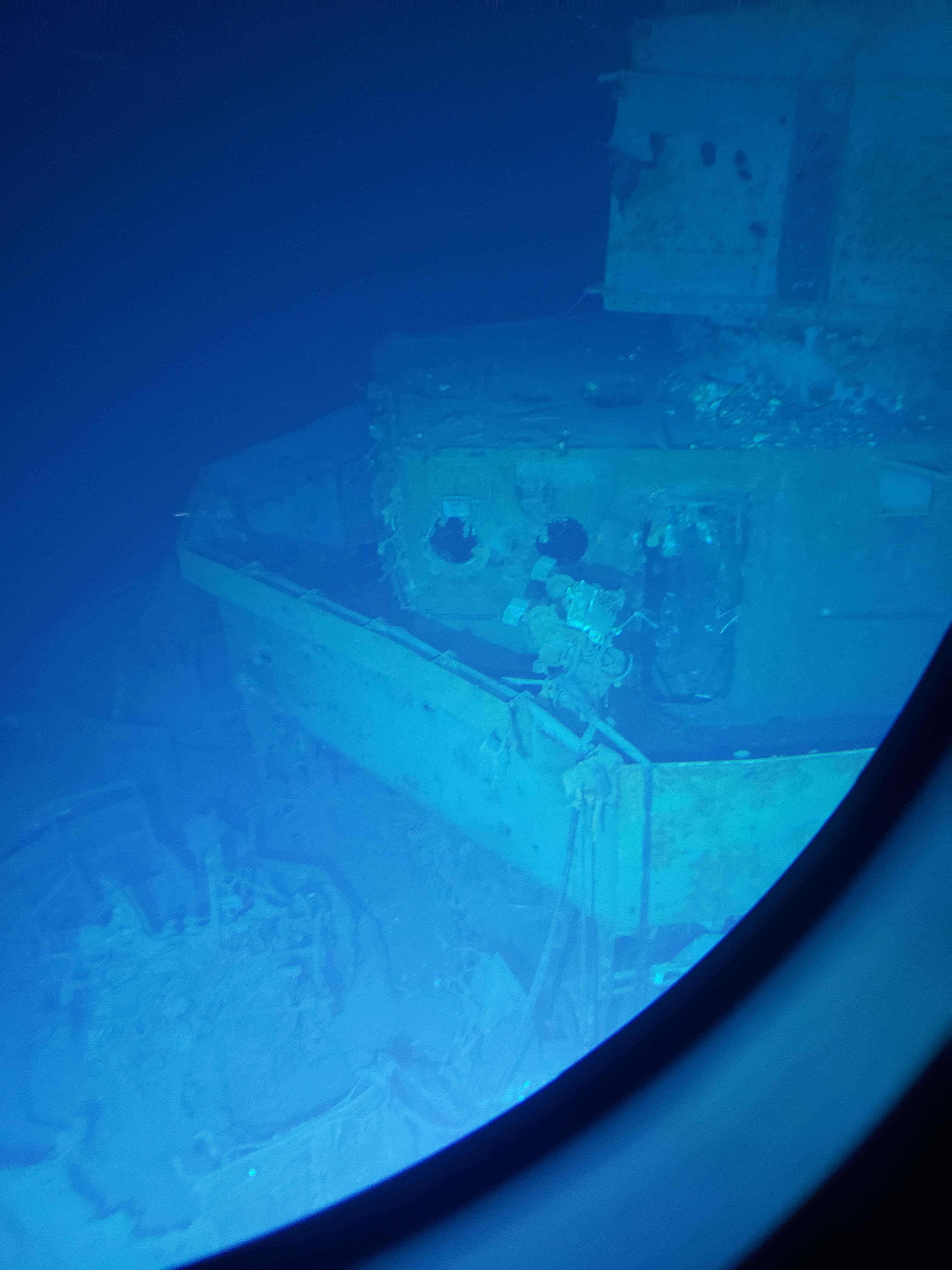
Pont et système de contrôle des tirs du canon Mk 37 (en haut) de l'épave
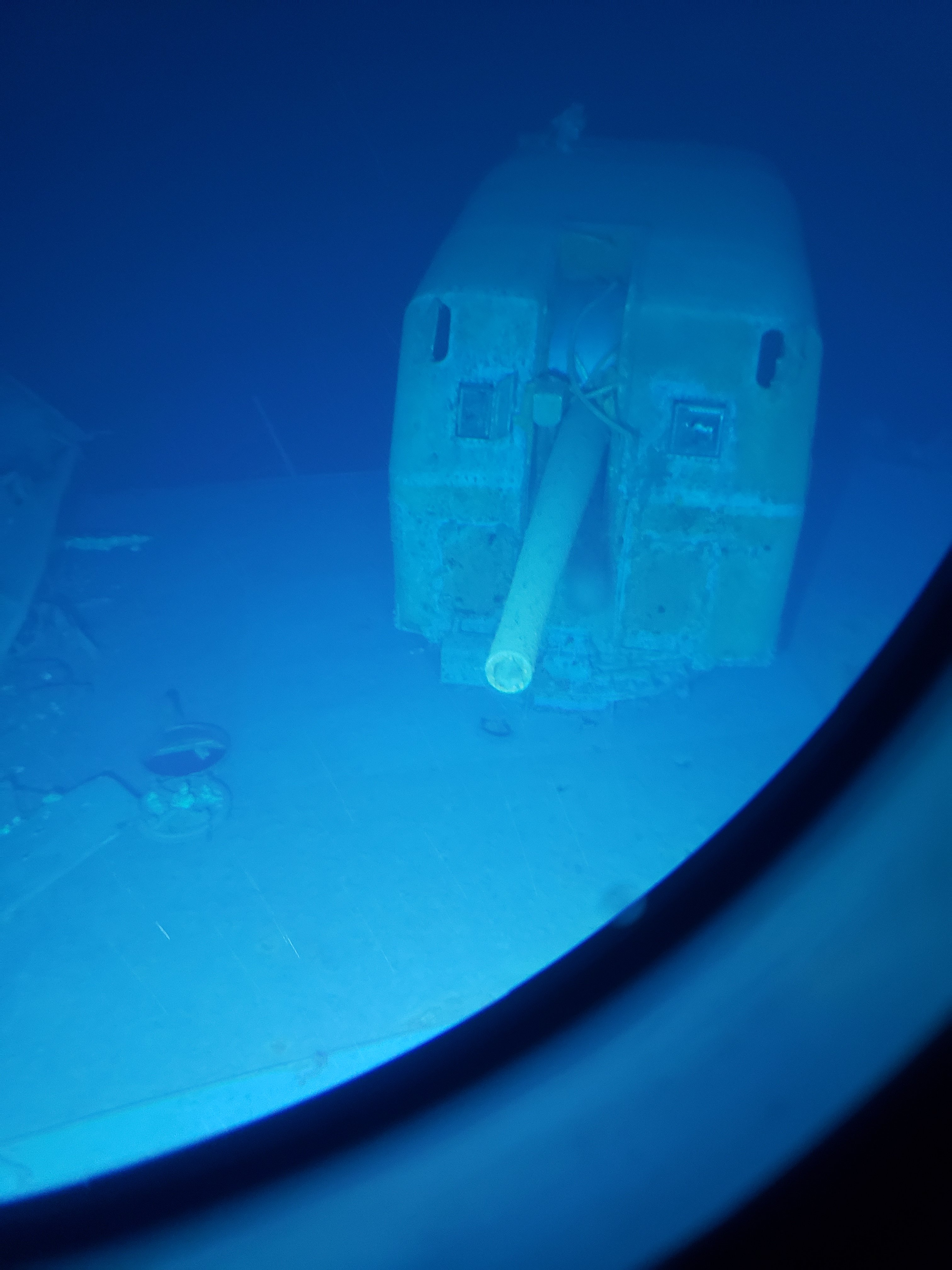
Tourelle de canon n° 51 à l'avant de l'épave